# 岡野他家夫
岡野 他家夫（おかの たけお、1901年8月14日 - 1989年11月6日）は、日本の書誌学者。

## 人物・来歴
富山県出身。東京生まれ。初名は智山。筆名は、丘竹之介・井荻房主人。東京帝国大学中退。東京帝国大学図書館司書。明治文学や出版文化の書誌学・文献学的研究を行う。のち日本大学教授。

## 著書
- 『明治文学研究誌』東京武蔵野書院 1938
- 『書物から見た明治の文芸』東洋堂 1942
- 『明治文学研究文献総覧』冨山房 1944
- 『出版文化史』全2 室町書房(室町新書)1954-55
- 『書物と明治の文学』大東急記念文庫(文化講座シリーズ）1958
- 『日本出版文化史』春歩堂 1959
- 『書国畸人伝』桃源社 1962
- 『近代日本名著解題』有明書房 1962  「日本近代文献と書誌」原書房 1981
- 『明治の文人』雪華社 1963
- 『近代日本名著と文献』有明書房 1967
- 『明治言論史』鳳出版 1974
- 『袖珍本』日本古書通信社(古通豆本）1975
- 『漱石本雑話』日本古書通信社(古通豆本）1980
- 『伝記の文献』日本古書通信社(古通豆本) 1982
- 『愛書覚え書』日本古書通信社(こつう豆本) 1987
- 『明治本徘徊』ゆまに書房(書誌書目シリーズ)1988

### 編著
- 『暮しのなかのBooks』普通社 1961
- 『歌人の手紙』短歌新聞社(短歌新聞選書)1976
- 『明治本広告文集』日本古書通信社(古通豆本）1984
- 川田順『宿命 歌集』鈴鹿俊子共編 短歌新聞社 1986.9